# Waggonfabrik Wismar

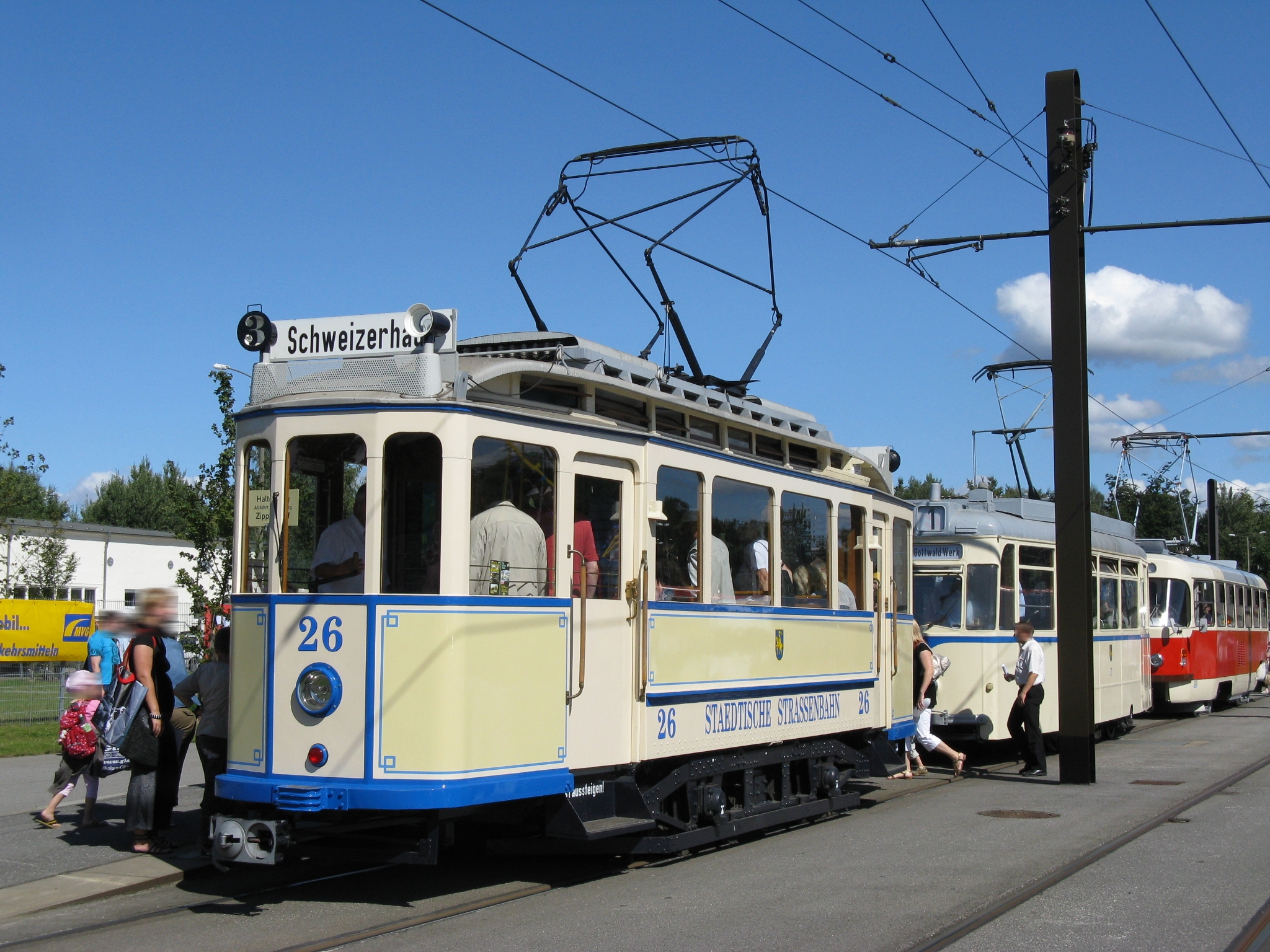
Historischer Straßenbahnwagen von 1926 in Schwerin

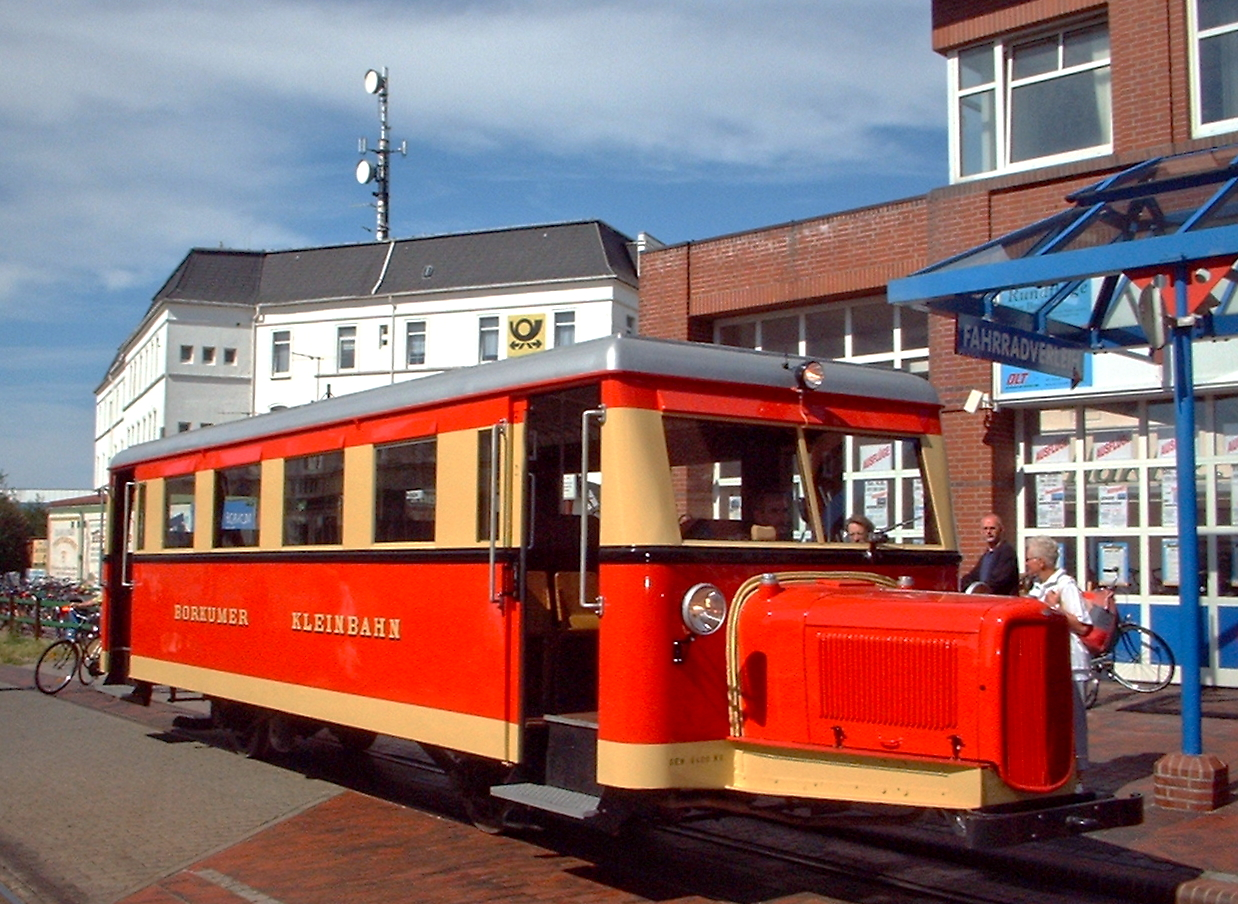
Wismarer Schienenbus T 1 der Borkumer Kleinbahn von 1940 vor dem Ortsbahnhof Borkum, 2002

Die Waggonfabrik Wismar, auch bekannt als Triebwagen- und Waggonfabrik Wismar, war ein von 1894 bis 1947 bestehender Hersteller von Schienenfahrzeugen in Wismar. Sie war vor allem für ihre Spezial-Waggons unterschiedlicher Art, Straßenbahnwagen und leichten Triebwagen bekannt.

## Geschichte
Der Wismarer Kapitän und Großhändler Heinrich Podeus gründete 1894 mit seinem Sohn, dem Ingenieur Paul Heinrich Podeus, auf dem Gelände der Maschinenfabrik Krohn an der Rostocker Straße eine Wagenbaufabrik. 1902 wurde der Wagenbau auf das Areal zwischen Kleine Bleichen und Platten Kamp verlagert, dort befand sich die bereits 1879 übernommene Eisengießerei und Maschinenfabrik F. Crull. Die Produktion war auf den Bau von Schienenfahrzeugen ausgerichtet; später stellte die Fabrik neben Kühlwagen, Schlafwagen, Speisewagen und Schnellzugwagen auch Fahrgestelle und Aufbauten von Lastkraftwagen, Straßenbahnwagen und Omnibussen her. Nach dem Tod von Heinrich Podeus übernahm sein Sohn Paul 1905 die alleinige Leitung der Wagenbau F. Crull & Co Wismar, die ab 1907 als Waggonfabrik Wismar GmbH firmierte. 1911 wurde aus der GmbH eine Aktiengesellschaft. In diesem Jahr wurden auch die ersten elektrischen Straßenbahnwagen gebaut. Zwei der Podeus Maximum-Triebwagen brachten während der 1911 in Schwerin stattfindenden Landes-Gewerbe- und Industrieausstellung auf der Linie 5 viele Besucher zum Ausstellungsgelände am Rande des Großen Dreesch. Nach der Ausstellung kaufte der Schweriner Magistrat die beiden Vierachser.
Während des Ersten Weltkriegs produzierte und reparierte das Unternehmen nicht nur Schienenfahrzeuge, sondern auch Kraftfahrzeuge des Deutschen Heeres. Die Deutsche Waggonleihanstalt AG übernahm 1917 die Aktienmehrheit und fusionierte beide Gesellschaften zur Eisenbahn-Verkehrsmittel AG (EVA). Nach dem Krieg wurde anfangs nur die Reparatur und Herstellung von Schienenfahrzeugen wieder aufgenommen.
In den frühen 1920er Jahren begann die Waggonfabrik mit der Herstellung von Triebwagen und Beiwagen, die in vielen deutschen Verkehrsbetrieben verbreitet waren und auch exportiert wurden. Auf der Eisenbahntechnischen Ausstellung in Seddin stellte die Waggonfabrik 1924 unter anderem einen neu konstruierten Triebwagen vor. Er zeichnete sich durch Ganzstahlbauweise aus und besaß einen Rohölmotor, der nicht im Wagen, sondern im Drehgestell gelagert war. Dieses Schienenfahrzeug wurde von der Deutschen Reichsbahn als Triebwagen 851 übernommen.
In Zusammenarbeit mit dem Niedersächsischen Landeskleinbahnamt entstand Anfang der 1930er Jahre der Wismarer Schienenbus Typ Hannover. Dieser leichte, zweiachsige Triebwagen mit je einer Motorhaube an jedem Fahrzeugende avancierte unter den Spitznamen Schweineschnäuzchen und Ameisenbär zu einem der bekanntesten Erzeugnisse aus Wismar und wurde ab 1932 von zahlreichen deutschen Privatbahnen verwendet. Wegweisend war hier der Einsatz des neuartigen elektrischen Schweißens, das eine leichte Stahlbauweise ermöglichte.
Vom schmalspurigen Triebwagen Typ Frankfurt wurden ab 1935 zwölf Exemplare gebaut, wobei auch hier, wie schon bei den Schienenbussen des Typs Hannover, auf konsequente Leichtbauweise gesetzt und Baugruppen aus dem Kraftfahrzeugbau übernommen wurden. Eine Weiterentwicklung eines ähnlichen Triebwagens für die Regelspur wurde als Typ Mosel vertrieben, für die Meterspur entstanden der Typ Rhein-Sieg und der Typ 21.
Am 23. März 1936 wurde die Waggonfabrik als Triebwagen- und Waggonfabrik Wismar Aktiengesellschaft aus der EVA wieder ausgegliedert. Während 1926 etwa 1600 Mitarbeiter beschäftigt waren, stieg die Zahl der Beschäftigten bis 1939 auf 1930 Mitarbeiter. Im Zweiten Weltkrieg wurden hauptsächlich Militärfahrzeuge und Triebwagen hergestellt und repariert.
1946 wurde in Wismar ein Schiffsreparaturwerk der Roten Armee gegründet, in das man auch die Waggonfabrik mit einbezog. Nach Übergabe des Schiffsreparaturwerks an die mecklenburgische Landesverwaltung im Januar 1947 wurde die Waggonfabrik Wismar in Volkseigentum überführt und am 22. Juli 1948 aus dem Handelsregister gelöscht. Bis Anfang der 1990er Jahre befanden sich auf dem Gelände das Press- und Schmiedewerk Hein Fink, ein Betriebsteil des VEB Alubau und Metallveredelung Wismar und ein Zweigwerk des Dieselmotorenwerk Rostock. Ein großer Teil der Fabrikanlagen ist heute abgerissen. 2009 wurde die große Fertigungshalle abgebaut und ihre Metallkonstruktion zerlegt und gereinigt. Die 50 × 25 Meter große Halle wurde am Alten Hafen in Wismar wieder aufgebaut. Seit ihrer Eröffnung im April 2011 stehen die etwa 1.300 Quadratmeter für Veranstaltungen zur Verfügung.

## Bildergalerie

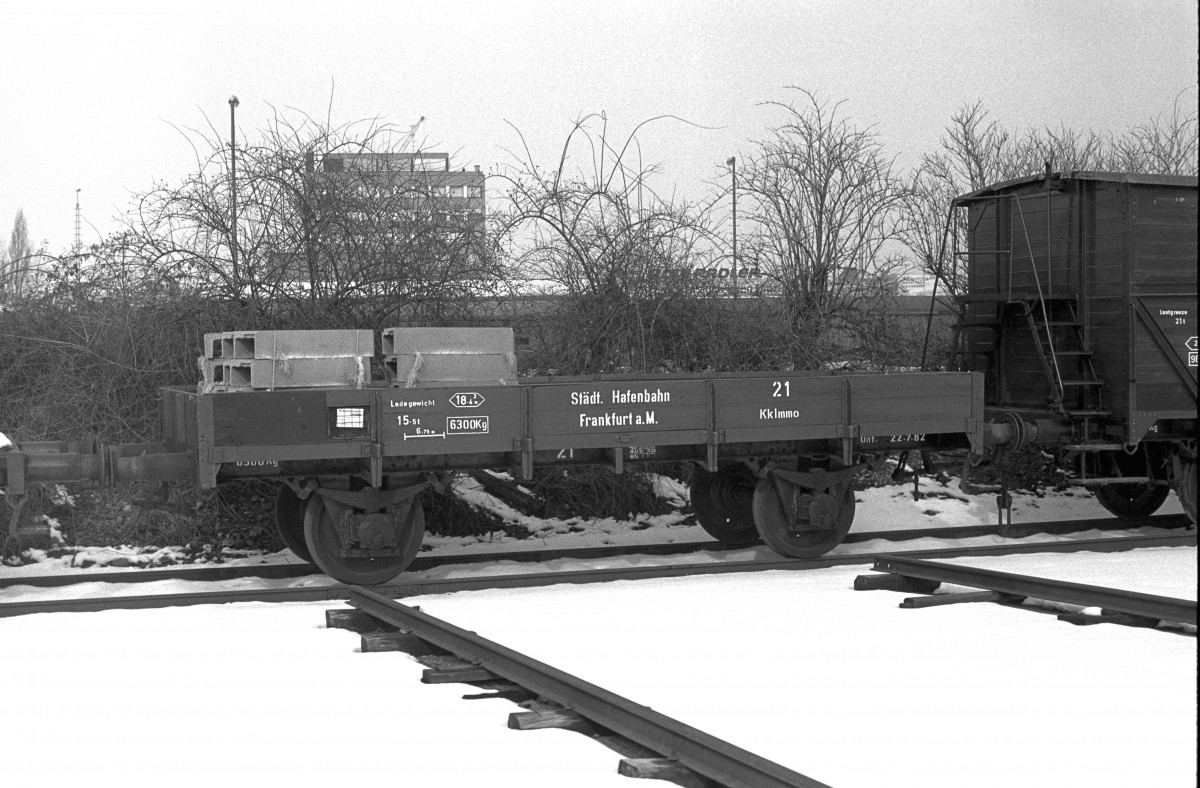
Niederbordwagen (Baujahr 1916) der Frankfurter Hafenbahn
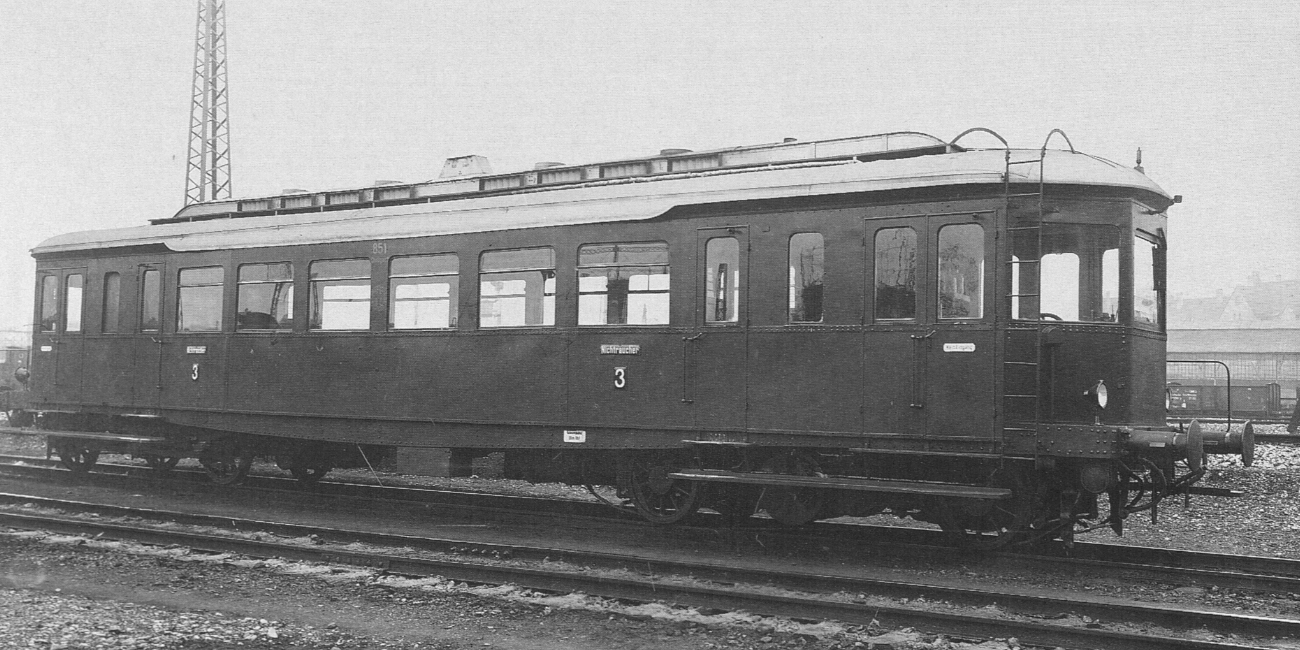
Dieselmechanischer Triebwagen DR 851 (Baujahr 1924)
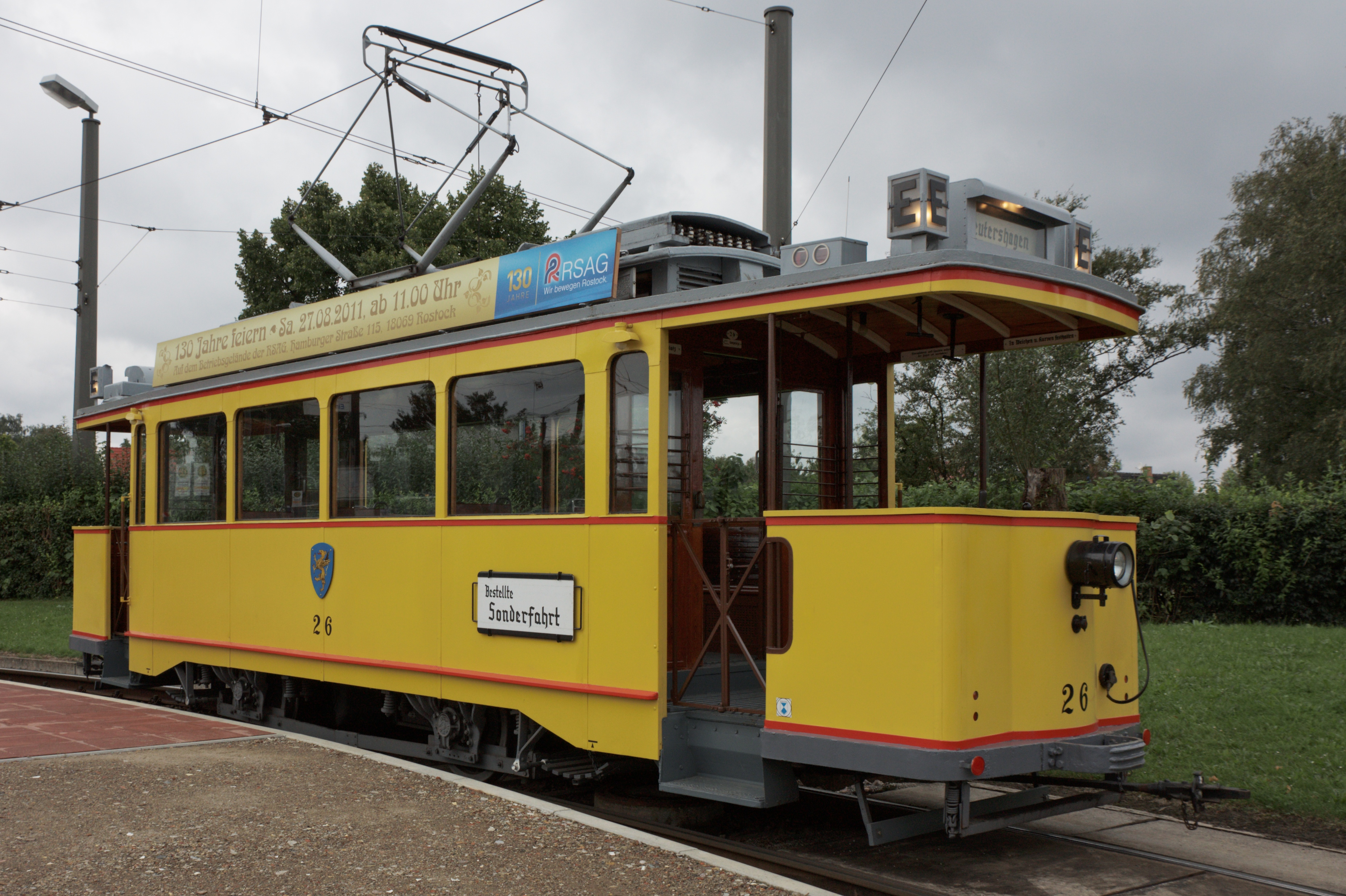
Historischer Straßenbahnwagen (Baujahr 1926) der Rostocker Straßenbahn AG
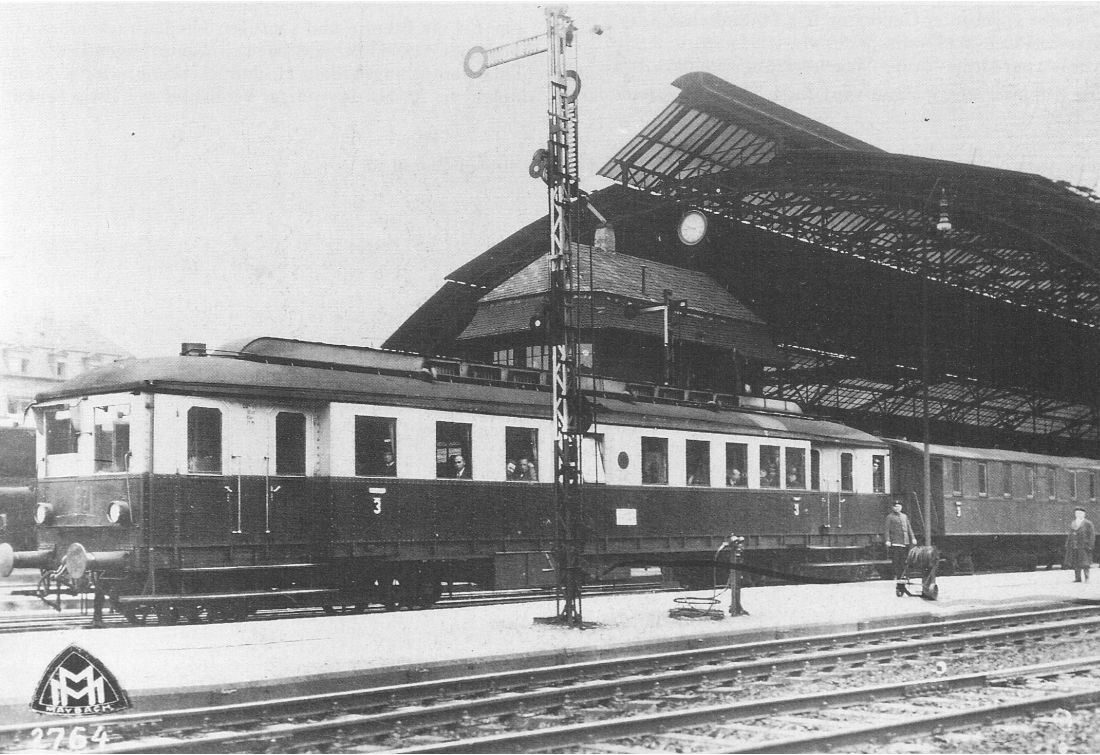
Triebwagen DR 871 (Baujahr 1928) bei der Reichsbahndirektion Mainz
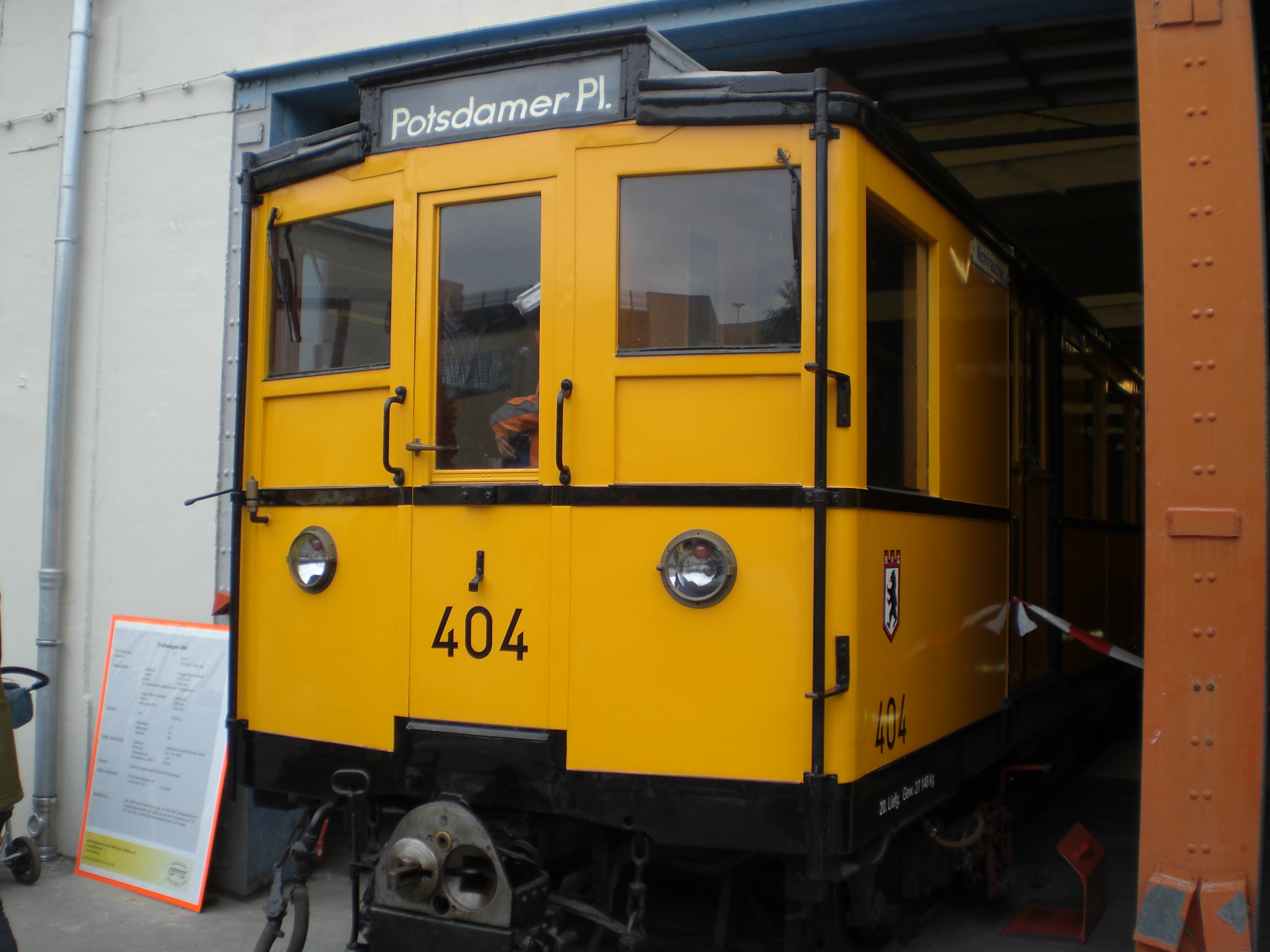
Historischer U-Bahn Triebwagen (Baujahr 1928) in der BVG-Werkstatt Seestraße
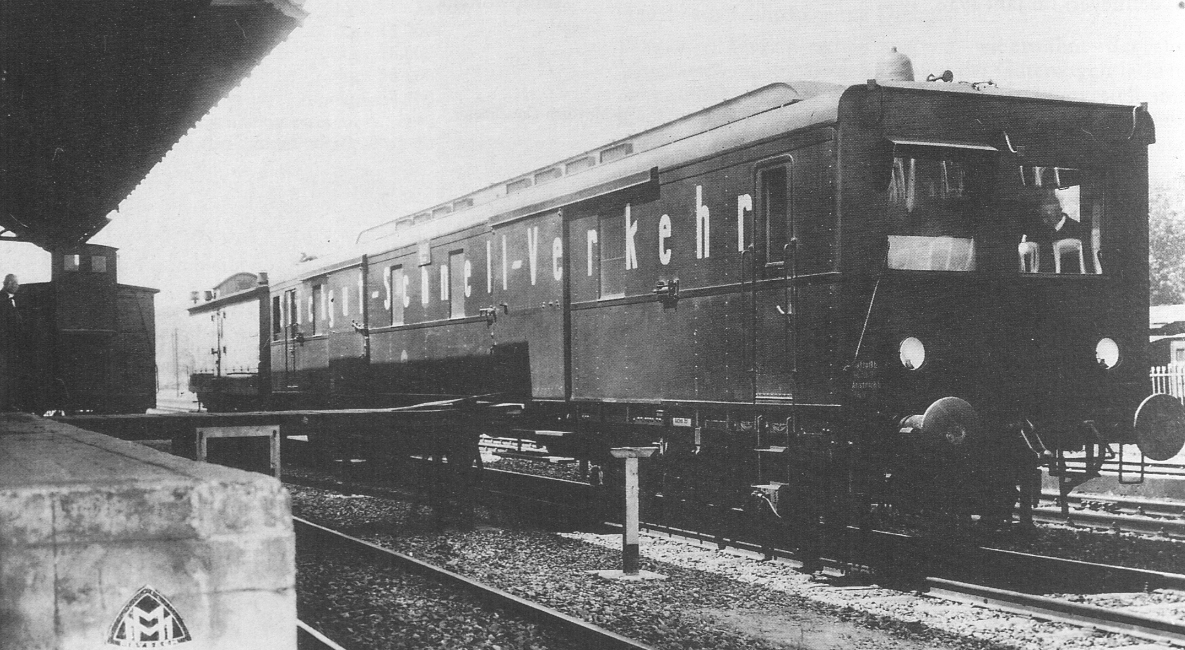
Gütertriebwagen DR 10002 (Baujahr 1930) in Köln bei der Stückgutverladung
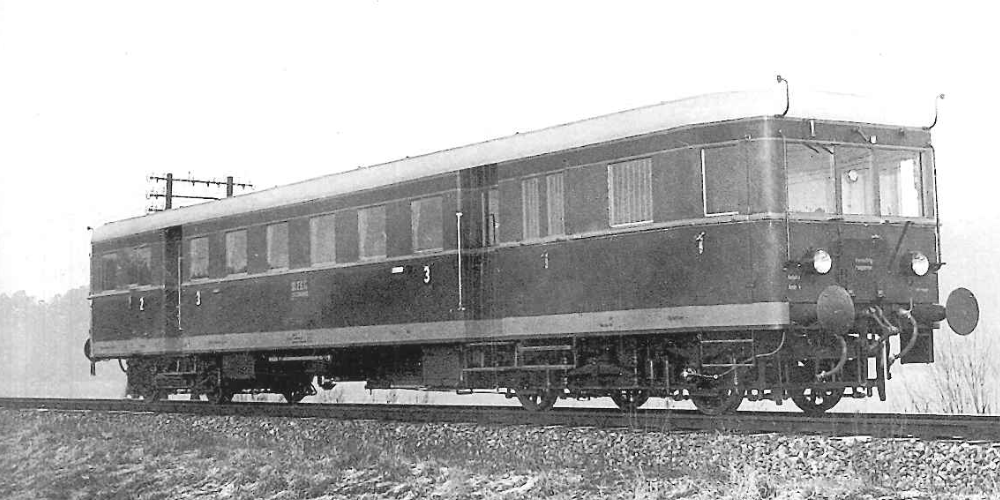
Triebwagen VT 01 der Stendal-Tangermünder Eisenbahn-Gesellschaft (Baujahr 1932)
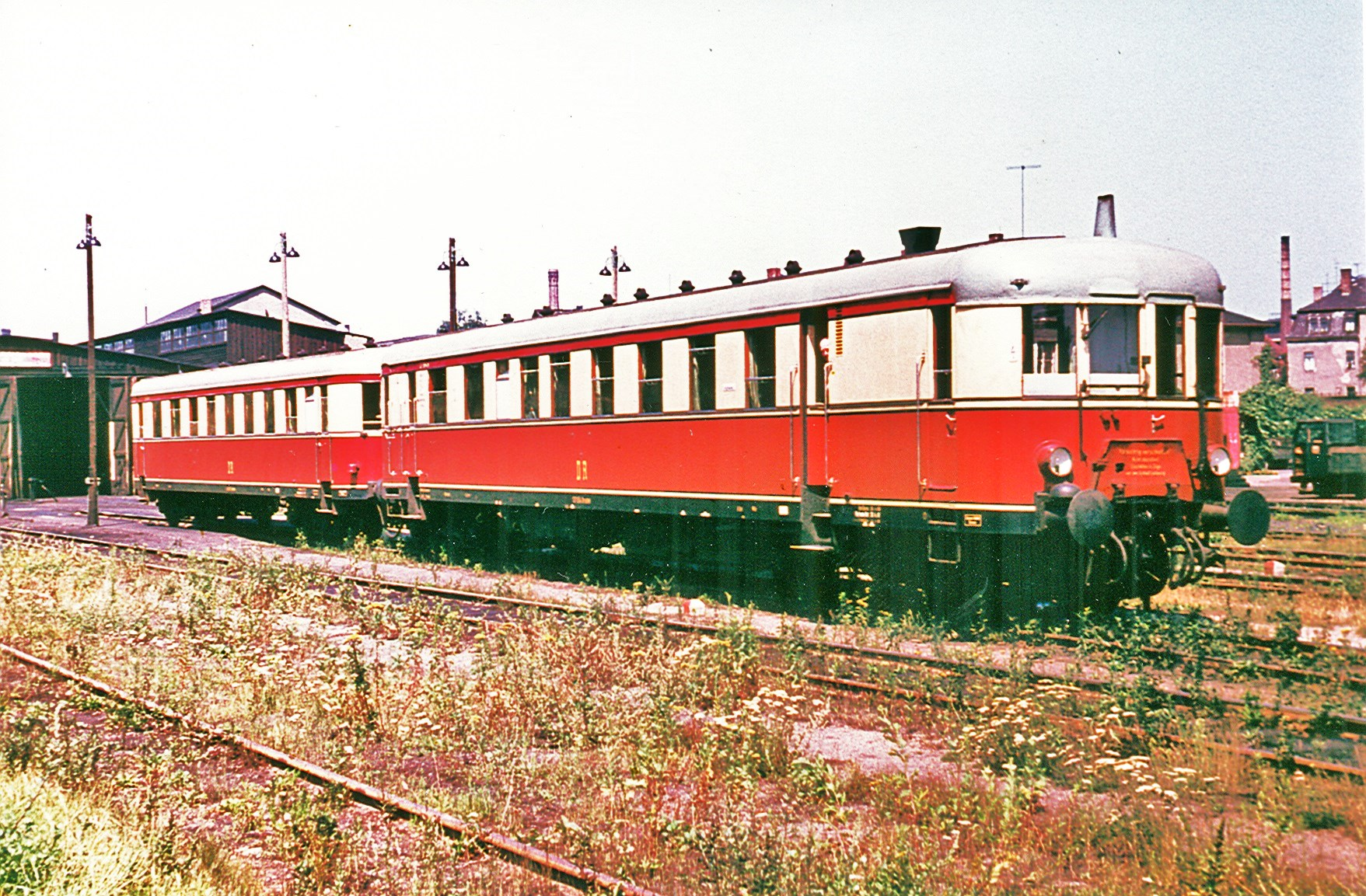
Einheitstriebwagen DR 137 064 (Baujahr 1934) im Bw Dresden-Pieschen
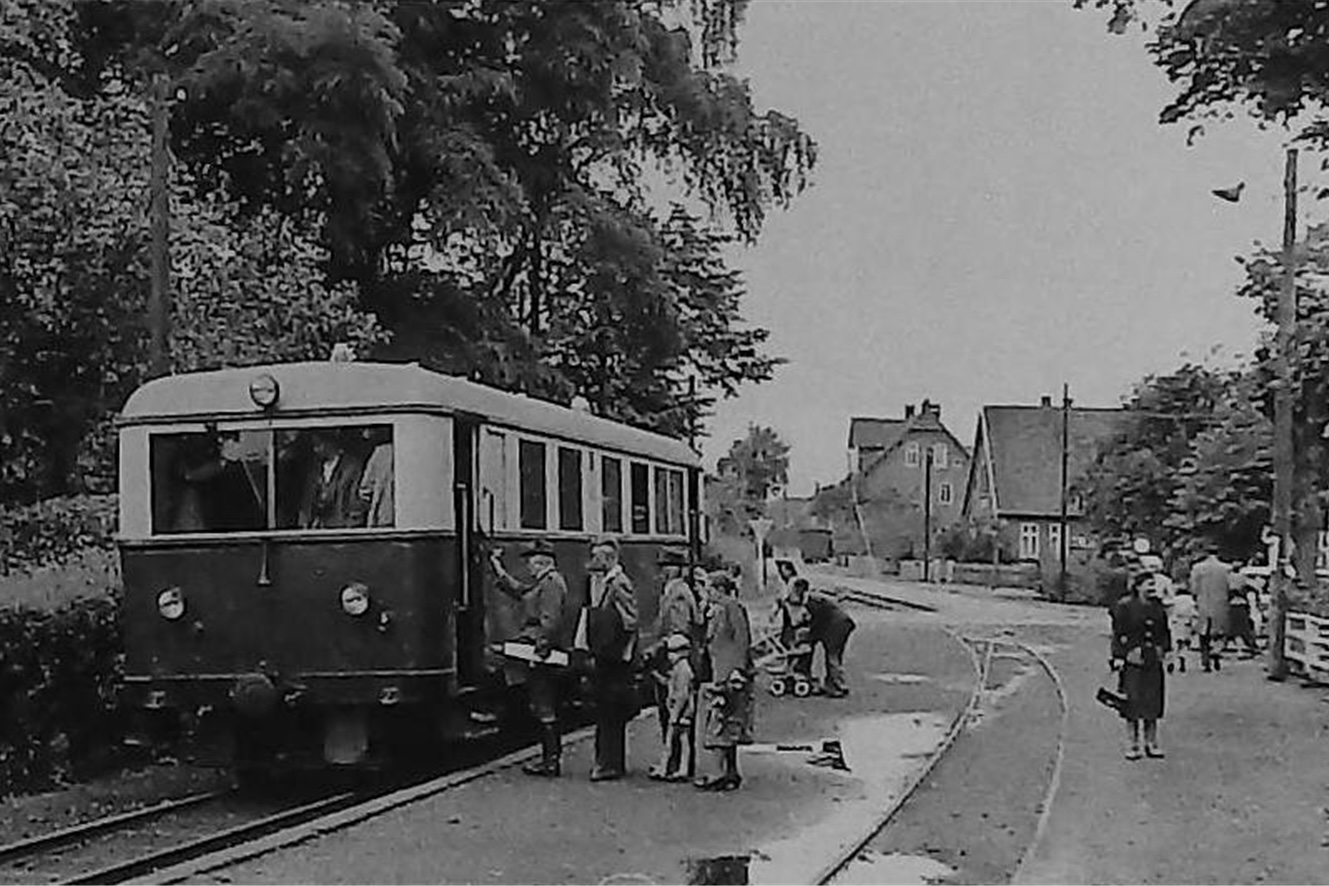
Triebwagen Typ Frankfurt (Baujahr 1936), T2 der Steinhuder Meer-Bahn
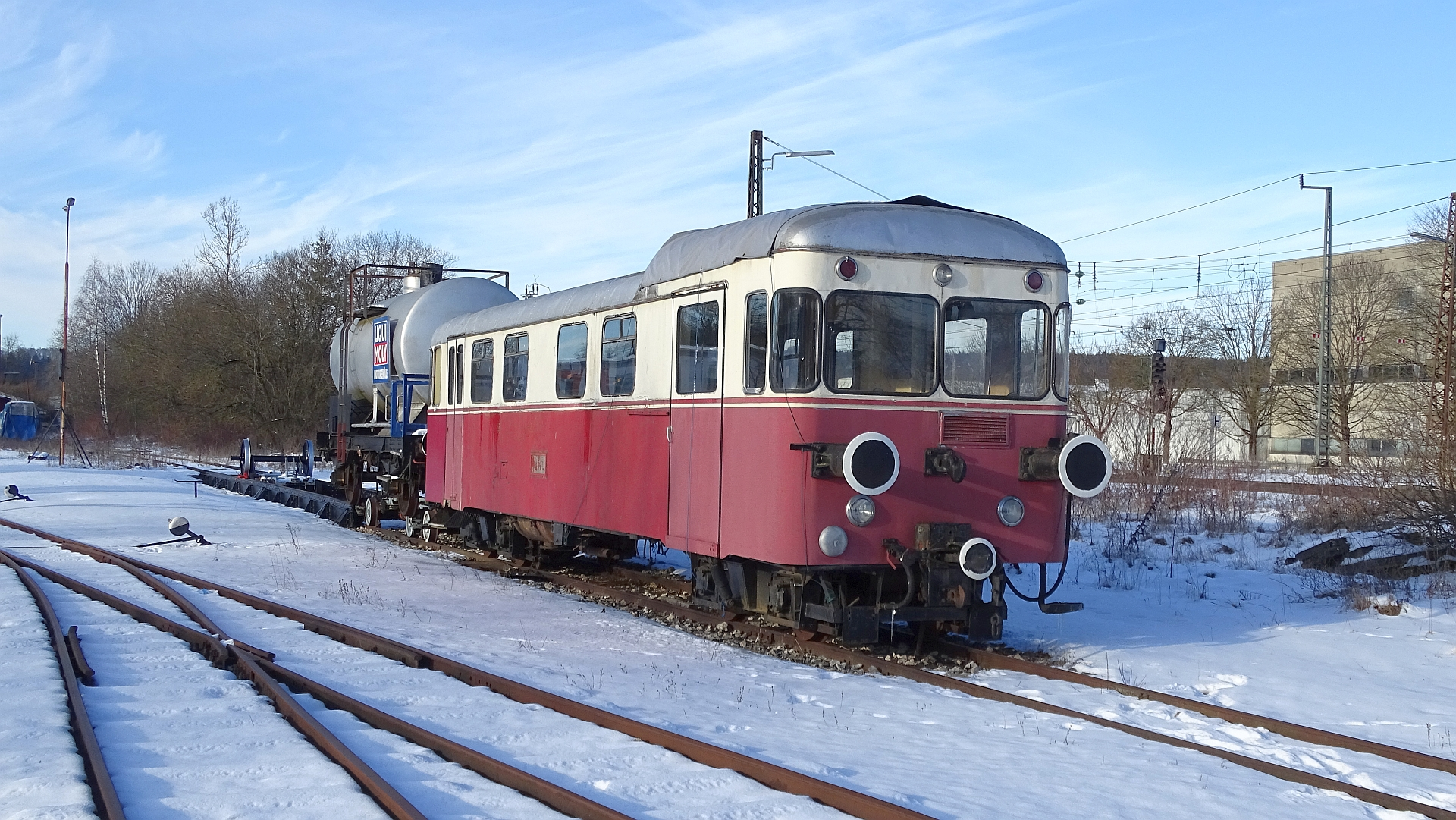
Triebwagen Typ Frankfurt (Baujahr 1937) als umgebauter Schlepptriebwagen in Amstetten, 2021
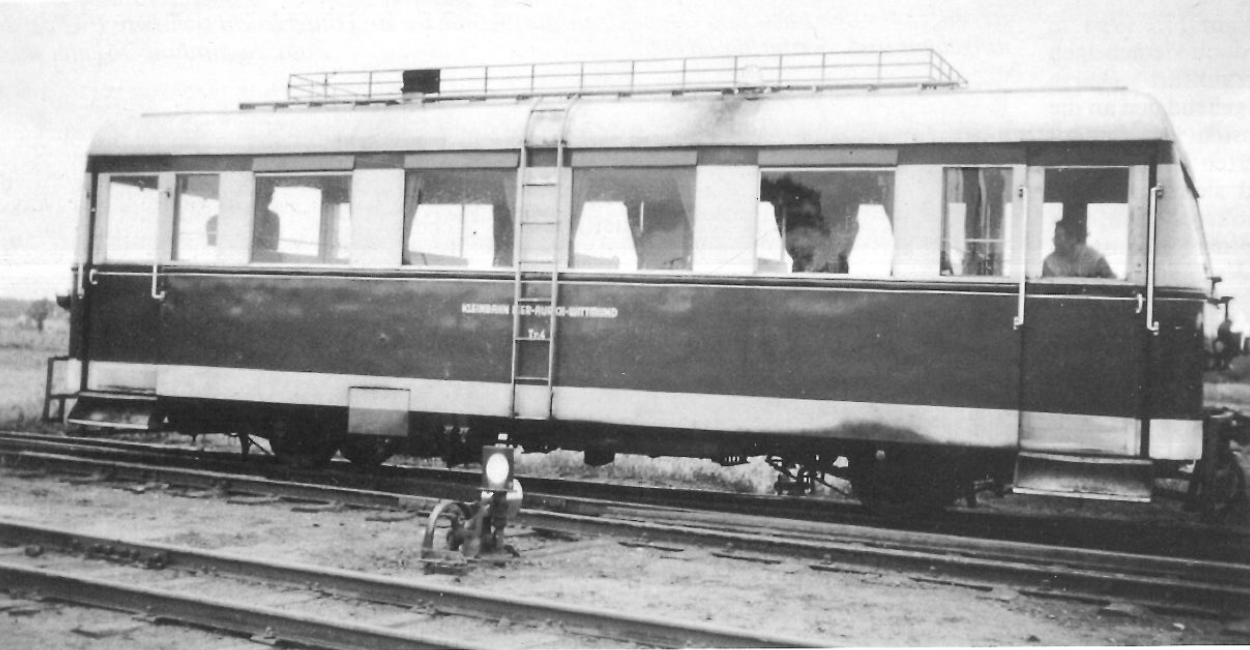
Triebwagen Typ Friesland (Baujahr 1937) Tr 4 der Kleinbahn Leer–Aurich–Wittmund
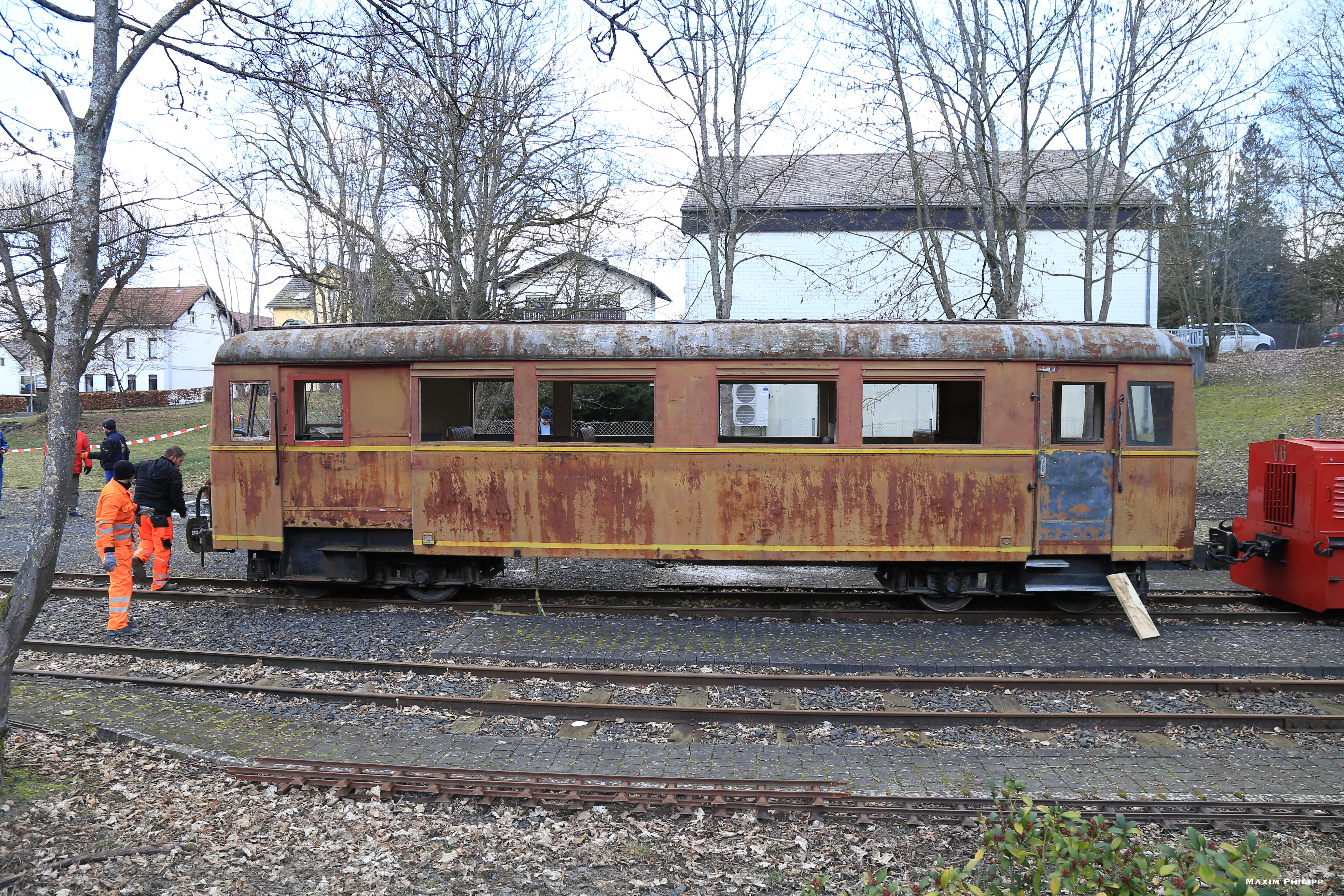
Triebwagen Typ Rhein-Sieg (Baujahr 1938), T2 der Rhein-Sieg-Eisenbahn im Museum der RSE Asbach, 2021
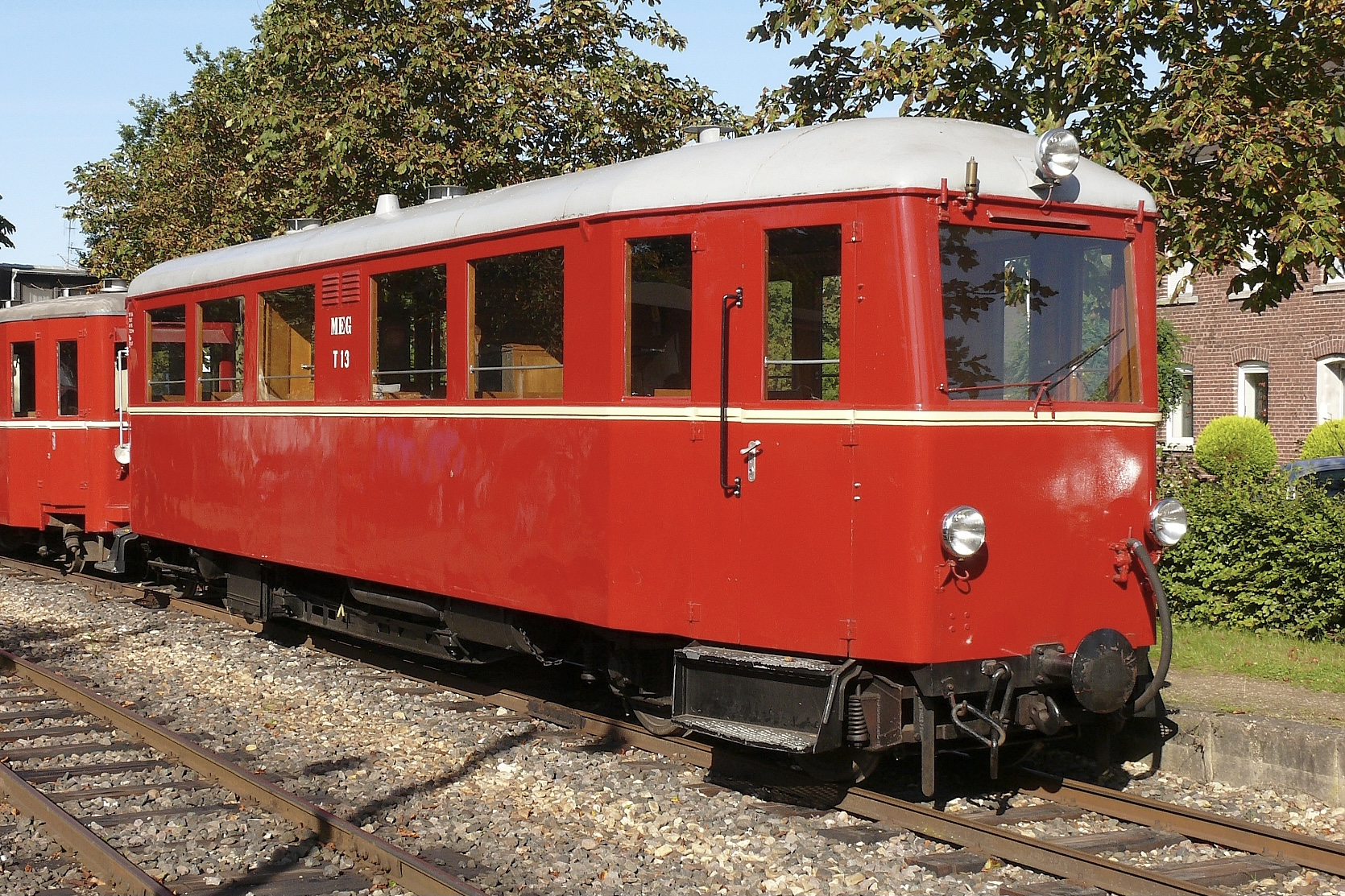
Triebwagen Typ 21 (Baujahr 1941), T 13 der Mittelbadischen Eisenbahn-Gesellschaft, bei der Selfkantbahn, 2012
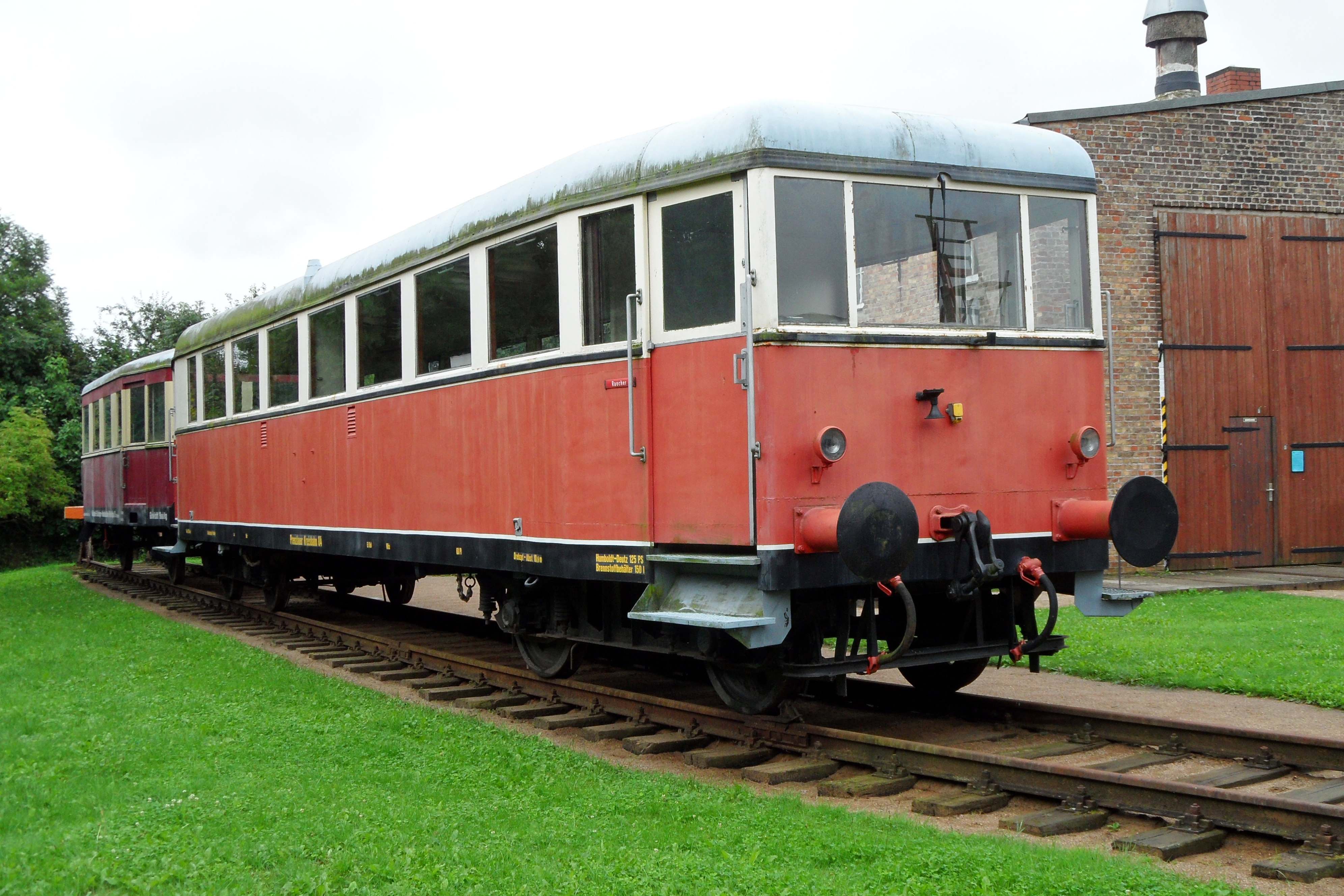
Triebwagen DR 137 527, Typ Mosel, (Baujahr 1939) im Eisenbahnmuseum Gramzow
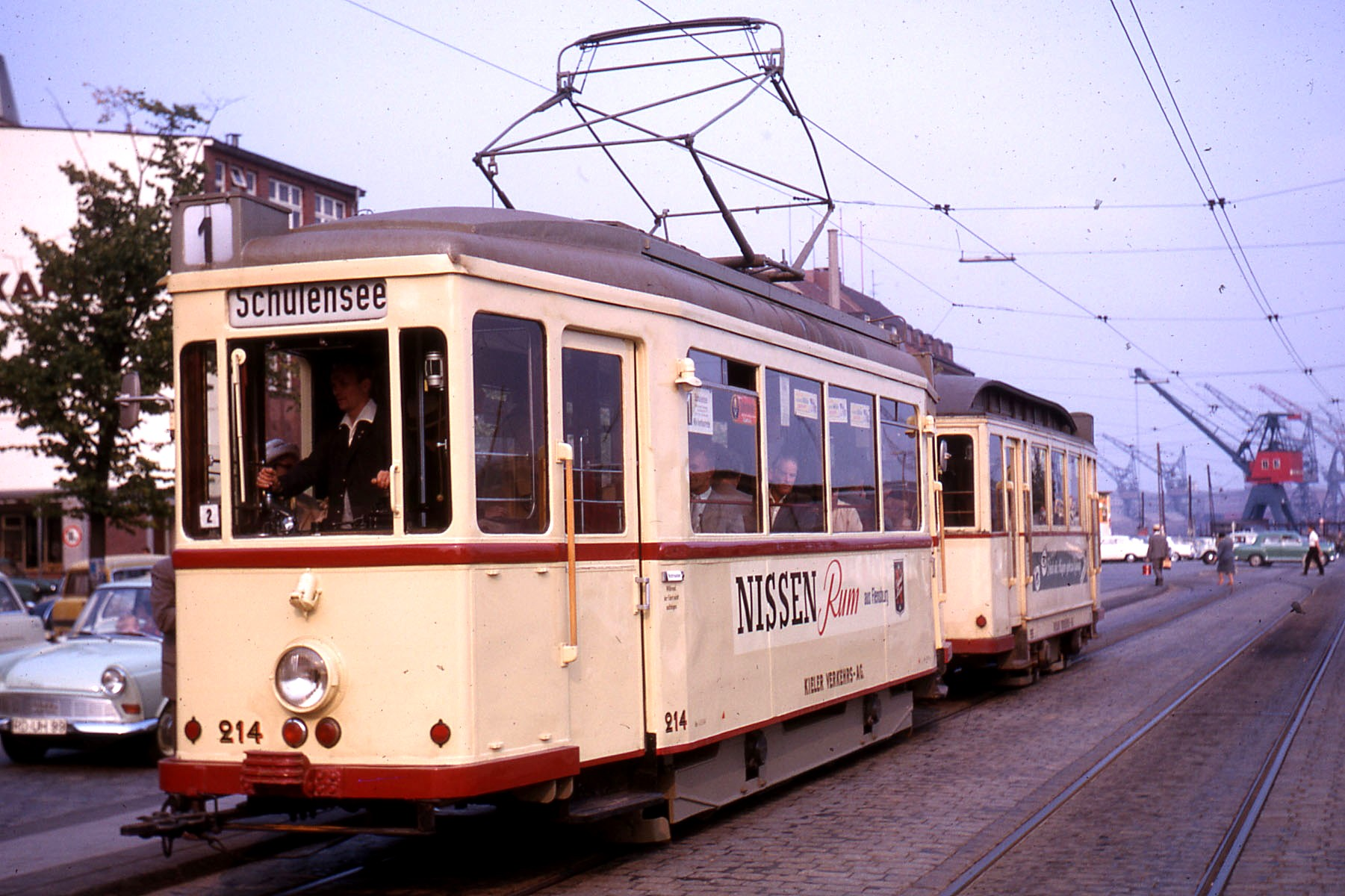
Zweirichtungs-Straßenbahn-Triebwagen (Baujahr 1940) der Kieler Straßenbahn